# Мамбрино, Жан
Жан Мамбрино (фр. Jean Mambrino, 5 мая 1923, Лондон — 27 сентября 2012, Лилль) — французский поэт и переводчик.

## Биография
По отцу — итальянец, до семилетнего возраста жил с семьей в Великобритании. В годы войны был на принудительных работах в Дордони. В 1954 вступил в орден иезуитов. Часто бывая в Лондоне, познакомился там с Т. С. Элиотом, Кэтлин Райн. Ведя литературную хронику в британской прессе (The Times Literary Supplement) и на радио (BBC), свел знакомство с Рене Шаром и Жюлем Сюпервьелем. Публиковал стихи в журналах Botteghe Oscure и La Nouvelle Revue française, но вообще печатался редко, первый сборник стихов Слепой наблюдатель издал — и то под давлением Ж. Сюпервьеля — лишь в 1965. Преподавал английский язык и литературу в Амьене и Меце, увлекался театром, среди его учеников был Бернар-Мари Кольтес. С 1968 живя в Париже, активно сотрудничал как литературный и художественный критик с ежемесячным журналом иезуитов Etudes. Переводил поэзию Дж. М.Хопкинса и Кэтлин Райн, которая, в свою очередь, переводила его стихи. Составитель антологии французской мистической лирики, избранных сочинений Жозефа Жубера.

## Книги

### Стихотворения
- Le Veilleur aveugle (1965, переизд. 2002)
- Clairière (1974)
- Sainte Lumière (1976)
- L’Oiseau-Cœur, précédé de Clairière et Sainte Lumière (1979, премия Аполлинера, 1981)
- Ainsi ruse le mystère (1983)
- La Ligne du feu (1986)
- La Saison du monde (1986)
- Le Mot de passe (1987)
- Le Chiffre de la nuit (1989)
- Le Palimpseste ou les dialogues du désir (1991)
- Casser les soleils (1993)
- N’être pour naître (1996)
- L’Odyssée inconnue (1996)
- Le Centre à l’écart (1998)
- L’Aube sous les paupières (2000)
- L’Hespérie, pays du soir (2000)
- La Pénombre de l’or (2002)
- L’Abîme blanc (2005)
- Comme un souffle de rosée bruissant (2006)
- Les Ténèbres de l’espérance (2007)
- Grâce (2009)

### Проза
- Le Chant profond (1985)
- Le Théâtre au cœur (1996)
- Lire comme on se souvient, proses pour éclairer la solitude (2000)
- La Patrie de l’âme, lecture intime de quelques écrivains du XX-e siècle (2004)

## Публикации на русском языке
- В журнале Иностранная литература, 2010, № 4

## Признание
Первый лауреат Европейской премии Жана Арпа (2004, ).